# Jenny Hipp
Jenny Hipp (* 6. Februar 1998 in Lich) ist eine deutsche Fußballspielerin. Sie ist seit dem 15. August 2025 Vertragsspielerin des 1. FC Union Berlin.

## Karriere

### Vereine
Hipp, im mittelhessischen Landkreis Gießen geboren, begann in der Jugendabteilung des FSV Frankfurt mit dem Fußballspielen – gemeinsam mit Jungen und als Torhüterin. Im weiteren Verlauf gehörte sie bis ins Jahr 2012 der Mädchenmannschaft des 1. FFC Frankfurt als Feldspielerin an. Anschließend nach Potsdam gelangt und einen guten Eindruck im Probetraining hinterlassen, spielte sie von 2012 bis 2015 in der Staffel Nord/Nordost der B-Juniorinnen-Bundesliga für die Jugendmannschaft des 1. FFC Turbine Potsdam. Die ersten beiden Saisons schloss sie mit ihrer Mannschaft als Staffelsieger ab und gelangte mit ihr zunächst bis ins Halbfinale, das Jahr darauf bis ins Finale. Am Ende ihrer dritten Saison, als ihr Verein den zweiten Platz belegte, drang sie mit ihm erneut ins Finale vor und gewann mit dem 3:1-Sieg über Werder Bremens B-Jugendmannschaft den Titel.
Noch als B-Jugendspielerin gehörte sie dem Kader der ersten Mannschaft in der Saison 2014/15 an, bestritt jedoch kein Pflichtspiel. Für die zweite Mannschaft kam sie während der laufenden Saison 2014/15 in 13 Punktspielen der Gruppe Nord der seinerzeit zweigleisigen 2. Bundesliga zum Einsatz. Ihr Debüt im Seniorinnenbereich gab sie am 7. Dezember 2014 (10. Spieltag) bei der 0:1-Heimniederlage gegen den VfL Wolfsburg II. Ihr erstes Tore gelang ihr am 3. Mai 2015 (19. Spieltag) beim 4:1-Auswärtssieg gegen den FSV Gütersloh 2009. Bis zum Saisonende 2016/17 wurde sie in 26 weiteren Zweitligaspielen eingesetzt, in denen sie noch sechs Tore erzielte.
Mit dem erfolgreichen Abschluss an der Sportschule Potsdam „Friedrich Ludwig Jahn“ strebte sie ein Studium in den Vereinigten Staaten an. Von 2017 bis zunächst 2019 war sie an der University of Massachusetts Amherst eingeschrieben. Für das Sport-Team der Universität, die Minutewomen, bestritt sie 51 Meisterschaftsspiele in der Atlantic 10 Conference, in denen sie zehn Tore erzielte. Mit Ruhen des Spielbetriebes ab Anfang November 2019 und der Maßgabe, dass alle ausländischen Studenten und Studentinnen infolge von COVID-19-Lage das Land im März 2020 zu verlassen hatten, kehrte sie nach Deutschland zurück und kam an den ersten drei Spieltagen im Oktober 2020 für den FC Carl Zeiss Jena in der 2. Bundesliga Nord zum Einsatz, wie auch in einem Pokalspiel am 1. November 2020.
An die Universität von Massachusetts nach Amherst zurückgekehrt, um ihr Studium abzuschließen, erzielte sie vom 28. Februar bis zum 15. April 2021 zwei Tore in elf weiteren Meisterschaftsspielen. Mit ihrem Studienabschluss in Soziologie kehrte sie nach Deutschland zurück.
Von 2021 bis 2025 war sie für RB Leipzig aktiv. Ihr Pflichtspieldebüt für den seinerzeitigen Zweitligisten gab sie am 22. August 2021 im Erstrundenspiel des DFB-Pokalwettbewerbs; beim 10:0-Sieg beim Drittligisten ATS Buntentor stellte sie mit ihrem Tor in der 88. Minute den Endstand her. Ihr Zweitligadebüt gab sie zum Saisonauftakt am 29. August 2021 beim 2:0-Heimsieg gegen die TSG 1899 Hoffenheim. Während des Spiels zog sie sich eine Gehirnerschütterung zu, die – einhergehend mit muskulären Problemen im Nacken und an der Halswirbelsäule – eine mehrmonatige Pause zur Folge hatte. Erst am 20. März 2022 (17. Spieltag) bestritt sie ihr zweites Pflichtspiel für den Verein; es folgten acht weitere Punktspiele. in denen ihr ein Tor gelang. In der Folgesaison erzielte sie mit zwölf Toren in 24 Punktspielen nicht nur eine beachtliche Torquote als Mittelfeldspielerin, sondern trug damit wesentlich zur Meisterschaft und dem damit verbundenen Aufstieg in die Bundesliga bei. In dieser Spielklasse debütierte sie zum Saisonauftakt am 17. September 2023 bei der 1:2-Auswärtsniederlage gegen den 1. FC Köln. Ihr erstes Bundesligator erzielte sie am 24. März 2024 (17. Spieltag) per Foulelfmeter vor heimischer Kulisse gegen den MSV Duisburg.
Am 15. August 2025 gab der 1. FC Union Berlin die Verpflichtung von Jenny Hipp bekannt.

### Nationalmannschaft
Hipp debütierte am 30. Oktober 2012 beim mit 3:1 gewonnenen Testspiel gegen Schottland in der U-15-Nationalmannschaft. Das erste von zwei Länderspielen für die U-16-Nationalmannschaft absolvierte sie am 3. September 2013 in Jessheim gegen Norwegen; die Partie wurde ebenfalls mit 3:1 gewonnen. Ihr Debüt für die U-17-Nationalmannschaft bestritt sie am 18. Februar 2015 in Marlow beim 5:0-Sieg im Freundschaftsspiel gegen Frankreich. Mit der U17 nahm sie sowohl an der erfolgreichen Qualifikation zur Endrunde der Europameisterschaft 2015 als auch später an eben jener selbst teil. Dabei kam sie in allen drei Spielen der Gruppe A und dem mit 0:1 gegen die Schweiz verlorenen Halbfinale zum Einsatz.

## Erfolge
Nationalmannschaft
- Halbfinale U-17-Europameisterschaft 2015

RB Leipzig
- Meister 2. Bundesliga 2023 und Aufstieg in die Bundesliga

1. FFC Turbine Potsdam
- Deutscher B-Juniorinnen-Meister 2015
- Finale Deutsche B-Juniorinnen-Meisterschaft 2014